# Maarstraße 59 (Mönchengladbach)

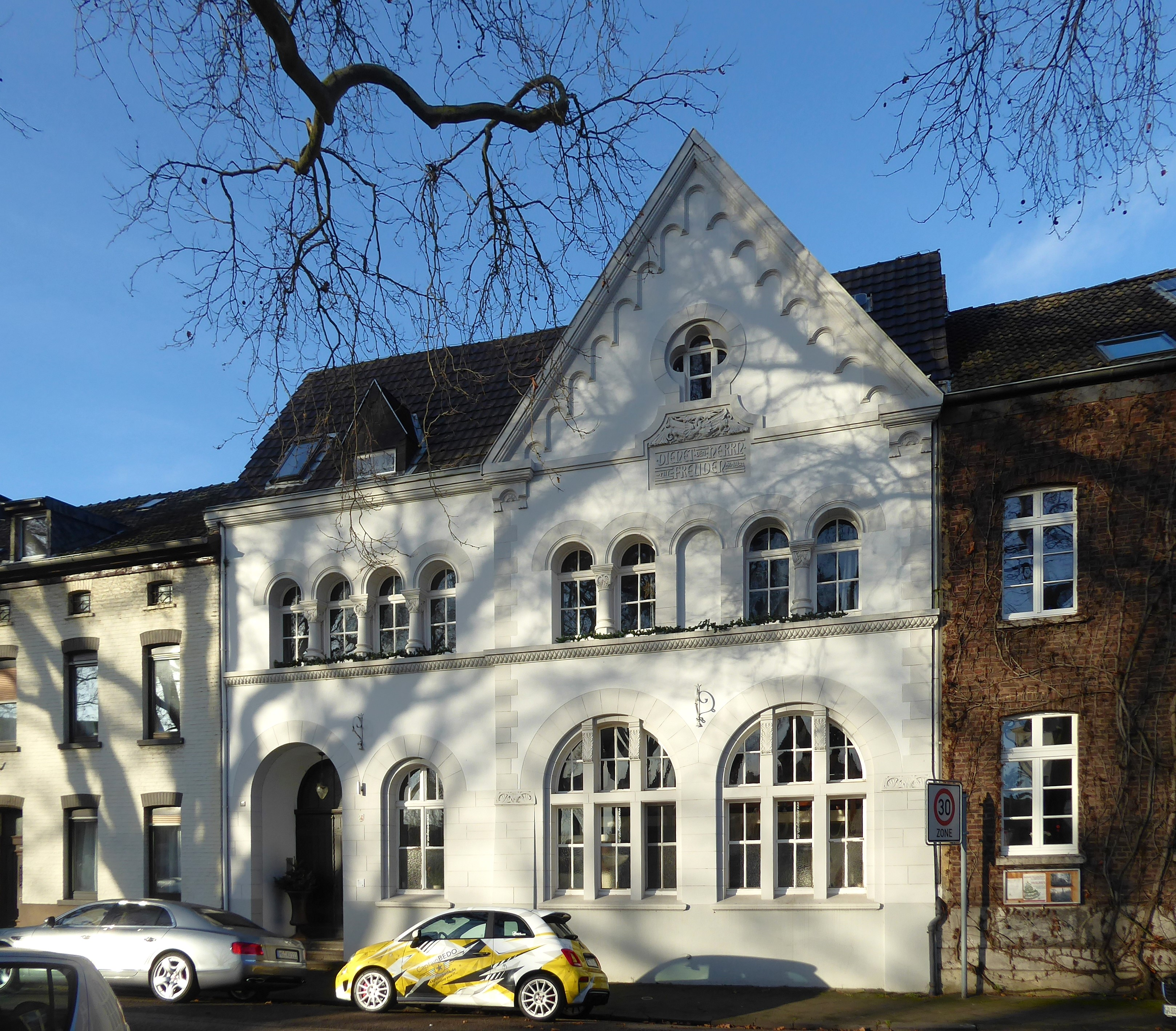
Wohnhaus (2010), ehemaliger Evangelischer Betsaal Geneicken

Der ehemalige Evangelische Betsaal Maarstraße 59 ist ein heute als Wohnhaus genutztes denkmalgeschütztes Objekt im Stadtteil Bonnenbroich-Geneicken in Mönchengladbach (Nordrhein-Westfalen).
Das Gebäude wurde um die Jahrhundertwende im Stil der Neuromanik erbaut. Es wurde unter Nr. M 004 am 4. Dezember 1984 in die Denkmalliste der Stadt Mönchengladbach eingetragen.

## Architektur
Das Haus Nr. 59 bildet mit den Nachbarobjekten 61 und 57 eine gut erhaltene Gebäudegruppe die in Backsteinmauerwerk erbaut und mit Satteldächern abgedeckt ist. Bei dem Objekt handelt es sich um ein zweigeschossiges ehemaliges evangelisches Gemeindehaus mit Satteldach Baujahr Anfang des 20. Jahrhunderts, auf dem sich bis zum Verkauf des Betsaals im Jahr 1977 ein Dachreiter mit einer Glocke befand. Das Bauwerk trägt im Giebel einen Vers aus Psalm 100 als Inschrift: „DIENET DEM HERRN MIT FREUDEN“.